# Вирусная лицензия
Вирусная лицензия (англ. viral license) — лицензия, действие которой распространяется на значительно большую часть производного произведения, чем непосредственно на часть, взятую из начального произведения под этой лицензией. Распространение производных произведений допустимо тогда и только тогда, когда лицензия производного произведения совместима с лицензией исходного (оригинальной) произведения.
Такое название использовалось противниками копилефта (в частности, из корпорации Microsoft) для GNU General Public License по аналогии с вирусами. Они использовали этот и подобные термины «вирусная лицензия», чтобы подчеркнуть нежелательность использования или распространения кода под такой лицензией вместе с каким-либо другим кодом.
Среди свободных лицензий «вирусными» назвали бы копилефтные лицензии (например, GNU GPL и Creative Commons Attribution-ShareAlike), однако «вирусная» лицензия не обязательно свободная. Например:
- производные работы, доступные по лицензии «Microsoft Limited Reciprocal License» (Ms-LRL), можно использовать только на платформах Microsoft Windows;
- производная работа, распространяемая по лицензии «Creative Commons Attribution-Noncommercial-ShareAlike» (CC BY-NC-SA, в отличие от свободной «Attribution-ShareAlike»), не может использоваться в коммерческих целях.

## История
В 1989 году проект GNU создал лицензию GNU General Public License, которая требовала распространения производных работ только по лицензии GPL. После этого у недовольных её условиями появились выражения «General Public Virus» или «GNU Public Virus» (GPV). Вице-президент Microsoft Крейг Манди (англ. Craig Mundie) говорил, что лицензия «GPL представляет угрозу для интеллектуальной собственности любой организации, использующей GPL». Стив Балмер отметил, что код, выпущенный на условиях GPL, бесполезен для коммерческого сектора, так как может использоваться только в том случае, если окружающий его код тоже доступен по GPL. Стив Балмер назвал GPL «раковой опухолью», которая присоединяет (в интеллектуальном смысле) всё, чего касается.